# Phyllidiella annulata
Phyllidiella annulata is een slakkensoort uit de familie van de Phyllidiidae. De wetenschappelijke naam van de soort is voor het eerst geldig gepubliceerd in 1853 door Gray.